# Knowsley Road
Le Knowsley Road était un stade de rugby anglais situé dans la ville de Saint Helens dans le comté du Merseyside en Angleterre. D'une capacité de 17 500 places, il était le stade officiel de l'équipe de rugby à XIII des St Helens RFC. Ce club évolue au sein du championnat européen de rugby à XIII : la Super League.
Le stade a porté pendant deux ans de 2008 à 2010 le nom de GPW Recruitment Stadium à la suite d'un contrat de naming.
Le stade est actuellement en train[Quand ?] d'être démoli pour faire place à un programme de logements appelé Cunningham Grange, du nom de la légende du club Keiron Cunningham.